# Tokbesi
Tokbesi is een bestuurslaag in het regentschap Timor Tengah Utara van de provincie Oost-Nusa Tenggara, Indonesië. Tokbesi telt 886 inwoners (volkstelling 2010).